# Колозеро
Коло́зеро (рос. Колозеро) — невелике льодовикове озеро на Кольському півострові, знаходиться на території Кольського району та Оленегорського міського округу Мурманської області, Росія. 12-те за величиною в області.
Озеро має видовжену з півночі на південь форму із численними затоками та губами (найбільша Колозерська губа на заході, яка має розміри та форму окремого озера). До водойми впадають багато струмків та річок, найбільшими з яких є Ках на півдні та Оленяча і Веже на півночі. Витікає всього одна річка — Кола, яка і дала назву озеру.
Береги озера — заболочена рівнина із сопками, вкрита лісами та чагарниками. Живлення снігове та дощове. Крайня північна частина міститься в межах Кольського району, інша — розташована в Мончегорському міському окрузі.
Перші згадки про озеро відносяться до початку 17 століття, коли тут знаходився промисловий погост масельзьких саамів. Найближчі населені пункти — місто Оленегорськ за 4 км на півдні та селище Лапландія на сході і село Пулозеро на півночі в гирлі. Найбільше забруднення води відбувається шляхом скидання стічних вод міста Оленегорськ та його гірничо-збагачувального комбінату. У вершині озера, на його крайньому півдні, була збудована гребля, яка перекрила частину водойми, утворивши своєрідний відстійник, куди і відбуваються викиди стічних вод.